# Abborrtjärnen (Föllinge socken, Jämtland, 705927-143104)
Abborrtjärnen är en sjö i Krokoms kommun i Jämtland och ingår i Indalsälvens huvudavrinningsområde.